# Microvalgus luzonensis
Microvalgus luzonensis är en skalbaggsart som beskrevs av Franz Antoine 1993. Microvalgus luzonensis ingår i släktet Microvalgus och familjen Cetoniidae. Inga underarter finns listade i Catalogue of Life.